# 洛伦佐·萨姆朗

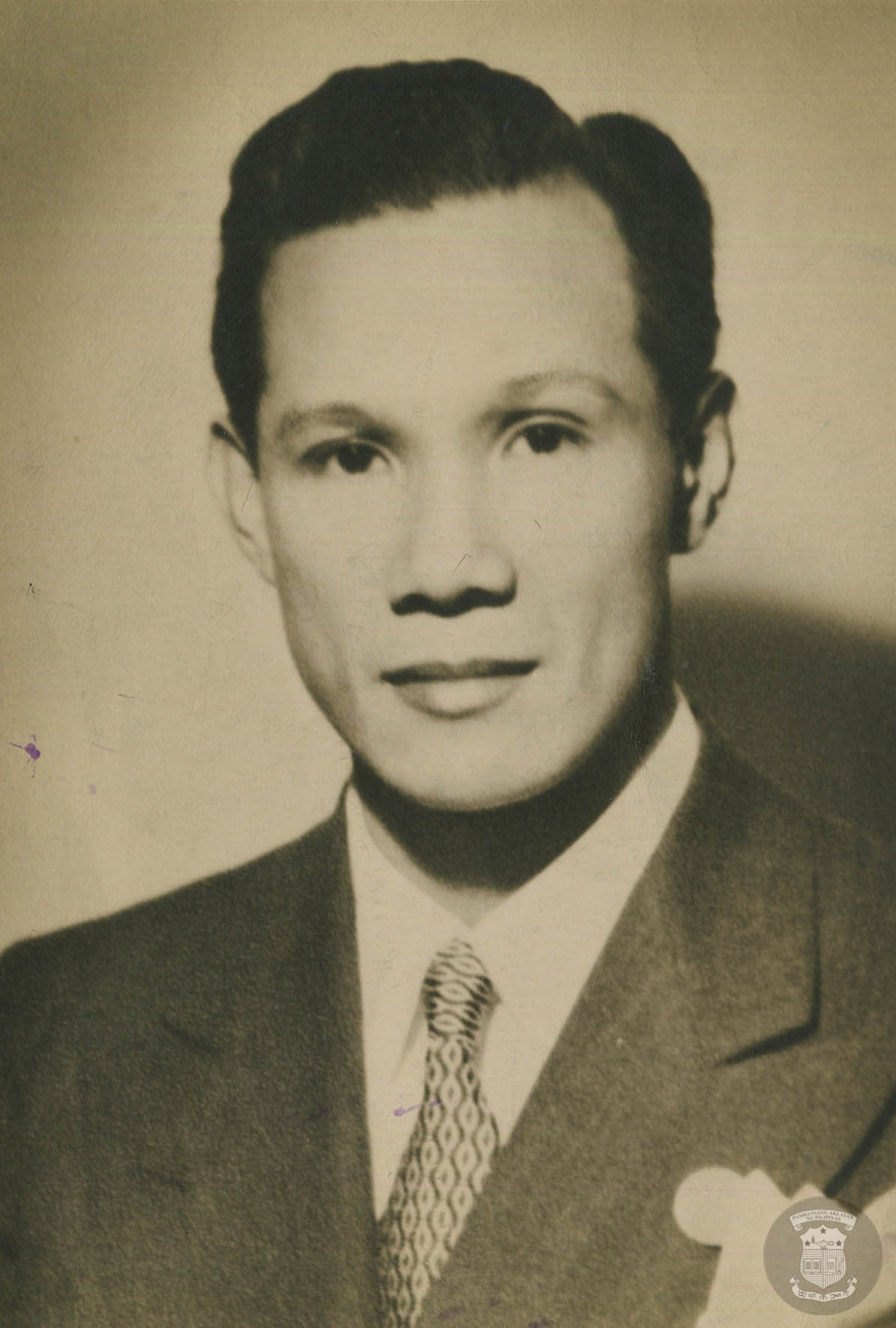
参议员洛伦佐·苏姆隆的官方照片

洛伦佐·萨姆朗，（Lorenzo Sumulong） (1905年9月5日—1997年10月21日) 前菲律宾驻联合国代表。他对前苏联领导人赫鲁晓夫在1960年一次联合国会议上提出的一个问题导致赫鲁晓夫脱下他的鞋子（实际是事先准备好的另一只鞋子）并且用它敲击桌子。萨姆朗的问题影射了前苏联虚伪地反对那时西方的帝国主义而同时自己却在东欧建立一些傀儡政权。赫鲁晓夫对此的回应是称呼他为“笨蛋、小丑、帝国主义的跟屁虫”。
萨姆朗生于菲律宾的马尼拉。他在菲律宾大学完成了法律专业的学习并且在1929年的司法考试中取得了好成绩。1946年7月4日，菲律宾独立。在那年的菲律宾议会选举中，他被选为议员。成功证明他是一个出色的立法者之后，在1949年他被选为参议员。后来他又3次被选为共和国参议员：1955年，1961年，和1969年。
在他漫长的参议员生涯之中，他被熟知为参议院蓝丝带委员会的主席，这个委员会主要调查全国性的争议事件，比如Tambobong-Buenavista 财产交易以及 Harry Stonehill 丑闻。 作为参议员国际关系委员会的主席，他1960年率领一个菲律宾代表团与前苏联领导人赫鲁晓夫在联合国工业发展组织进行了那场著名的“辩论”。
萨姆朗是立法院的成员，他参与起草了1987年的菲律宾宪法。他死于1997年10月21日，享年92岁。